# 少年義勇兵
『少年義勇兵』（しょうねんぎゆうへい、原題：ยุวชนทหาร เปิดเทอมไปรบ、英題：Boys will be boys, Boys will be men）は、2000年のタイ映画。太平洋戦争勃発時の1941年12月8日未明から昼前まで、日本軍と戦ったタイ軍少年義勇兵の青春を描く戦争映画。

## ストーリー
1941年5月、日本と米国の対立が激化し、中立国タイでも戦争勃発に備えて少年義勇兵が募られる。姉とその夫である日本人といっしょに湾岸の町チュンポーンに住むマールットは、級友である副知事の息子プラユットやクラスメートたちとともに義勇兵に志願する。マールットとプラユットは厳しい訓練に励みながら、チッチョンという女学生に恋をしたりして、青春の日々をすごしていく。やがて、12月8日、日本軍がタイに上陸。チュンポーンでも両軍の戦闘が始まり、少年義勇兵も戦闘に参加する。

## キャスト
- マールット：ルンルアン・アナンタヤ
- プラユット：ワラヨット・パニチャタライポップ
- チッチョン：テーヤー・ロジャース
- タヴィン隊長：ローン・バンチョンサーン
- サムラーン軍曹：カチョンサック・ラタナニサイ
- チッチョンの父チョット：スチャオ・ポンウィライ

## スタッフ
- 監督：ユッタナー・ムクダーサニット
- 脚本：ユッタナー・ムクダーサニット、ワニット・チャルンキットアナン
- 撮影：ワンチャイ・レンケーオ
- 美術：プラサーン・ペットポーン
- 音楽：タナワット・スープサワン
- 製作：ユッタナー・ムクダーサニット